# Linas Hacedek (Radom)
Linas Hacedek − organizacja dobroczynna żydowskiego ruchu ortodoksyjnego. Została założona w pierwszej połowie lat 30. XX wieku w Radomiu i była w ścisłym kręgu oddziaływania partii Agudas Jisroel.